# بمبئی (فیلم)
بمبئی (به تامیلی: Bombay) فیلمی محصول سال ۱۹۹۵ و به کارگردانی مانی راتنام است. در این فیلم بازیگرانی همچون آرویند سوامی، مانیشا کویرالا، پراکاش راج، نثار، تینو آناند ایفای نقش کرده‌اند.